# Дружба (Правдинский район)

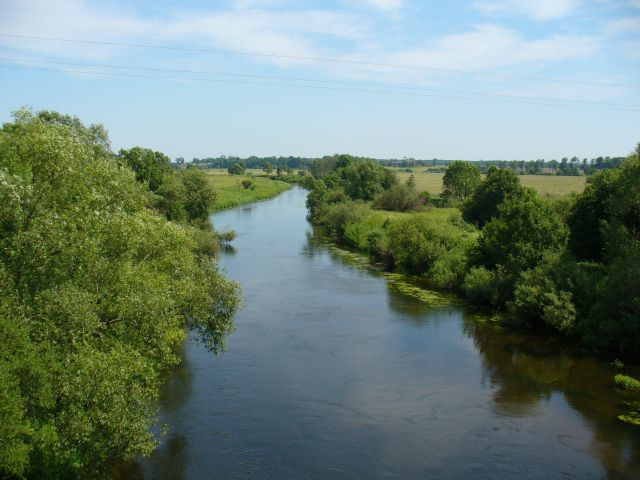
Река Лава у замка Алленбург (посёлок Дружба Калининградской области)

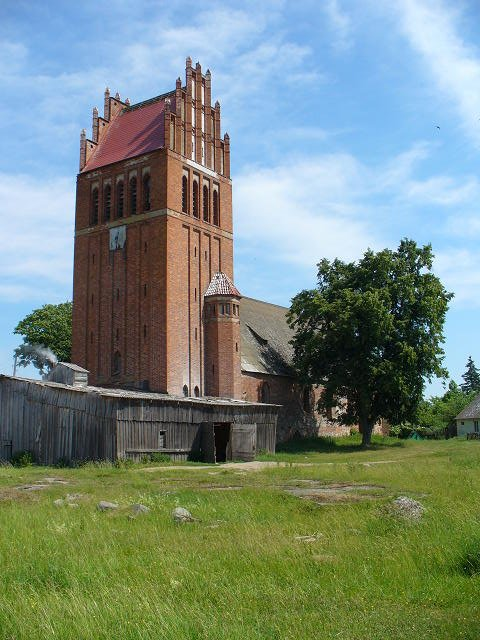
Кирха XV века в Дружбе

Дру́жба (до 1947 город А́лленбург (нем. Allenburg)) — посёлок в Правдинском районе Калининградской области. В посёлке сохранилась кирха XV века, шлюз на Мазурском канале. Образовался вокруг замка Алленбург. В 1400 году получил права города.

## История

### Город Алленбург
В 1400 году гроссмейстер Конрад фон Юнгинген даровал посёлку городское право и утвердил его герб. На серебряном поле щита была изображена голова лося с лопастистыми рогами, что символизировало силу, перед которой отступал любой враг. Голову окружали зелёные заросли тростника, что соответствовало местным природно-климатическим условиям.
В XV веке город был обнесён стеной, и оборонительное значение замка Алленбург упало. На его месте устроена Юнкерплатц (Юнкерская площадь). На месте, где предположительно стоял замок, в настоящее время располагаются частные дома.
В 1757 возле Алленбурга произошло сражение при Гросс-Егерсдорфе Семилетней войны между прусской и русской армиями. До мая 1762 года Восточная Пруссия была российской губернией.
В 1776 году был завершён Мазурский канал, впадавший в реку Лаву в районе посёлка.
В 1875 году население города составляло 2090 человек. К 1910 году население упало до 1697 человек. В августе 1914 года город был взят русской армией, вскоре возвращён обратно Германии. К началу Второй мировой войны в 1939 году население составило 2692 человека.

### Посёлок Дружба
26 января 1945 года городом овладели войска 3-го Белорусского фронта в ходе Инстербургско-Кёнигсбергской операции: 5-я армия, 97-я стрелковая дивизия (полковник Цукарев, Самуил Ильич) и 65-й стрелковый корпус (генерал-майор Перекрестов, Григорий Никифорович). Войскам, участвовавшим в овладении Алленбургом и другими городами, приказом Верховного Главнокомандующего от 26 января 1945 года объявлена благодарность, и в Москве дан салют 20 артиллерийскими залпами из 224 орудий.
С 1945 года находится в составе СССР, остававшиеся немецкие жители были выселены в 1948 году. Посёлок постепенно утратил былое значение.
17 июня 1947 года переименован в посёлок Дружба Правдинского района Калининградской области.
В 2000 году был отмечен 600-летний юбилей приобретения Алленбургом прав города.
В 2005 году была реконструирована Алленбургская кирха.

## Население
| 2002 | 2010 |
| ---- | ---- |
| 515  | ↘440 |

## Шефство
- Город Хойя (нем. Hoya), Германия, в 1972 г. взял шефство над землячеством бывших жителей Алленбурга. В 2000 г. у бывшей церкви св. Мартина в г. Хойя был торжественно открыт памятный знак в связи с 600-летием предоставления городских прав Алленбургу.